# Saint-Cricq-Chalosse
Saint-Cricq-Chalosse è un comune francese di 658 abitanti situato nel dipartimento delle Landes nella regione della Nuova Aquitania.

## Società

### Evoluzione demografica
Abitanti censiti